# Дилан Райан
Дилан Райан (англ. Dylan Ryan, род. 21 апреля 1986 года, Сан-Франциско, Калифорния, США) — американская порноактриса.

## Биография
Родилась в апреле 1986 года в Сан-Франциско. До карьеры в фильмах для взрослых работала стриптизёршей. Когда её подруга Shine Louise Houston открыла свою порнокинокомпанию Pink and White Productions, Райан снялась в первом фильме студии, дебютировав в качестве актрисы в 2004 году, в возрасте 19 лет, так как дала такое обещание подруге, когда была моложе.
Райан считает себя «порносупергероем», а не порнозвездой. Она идентифицирует себя с движением квир и заявляет, что её привлекают люди всех гендерных идентичностей. Говорит, что её любимая порноактриса — Белладонна.
Вне порнографии Райан работает защитником прав секс-работников в Сан-Франциско.
Райан работала с такими компаниями, как Filly Films, New Sensations, Kink.com, Evil Angel, Triangle Films, Pink & White Productions, Reel Queer Productions, Girlfriends Films, Hustler, Adam & Eve, Maxine X, Vivid, Sweetheart Video и другими.
В 2009 году получила премию Feminist Porn Awards. Позже, в 2010 году, была номинирована на премию AVN в категории «лучшее сольное исполнение» за фильм Crash Pad Series 3.
После пяти лет без наград, вернулась на AVN в 2015 году с другой номинацией в категории «самая скандальная сексуальная сцена» за Barbarella: A Kinky Parody. В следующем, 2016 году, на XBIZ Award она была номинирована как лучшая актриса второго плана за Marriage 2.0.
Снялась более чем в 190 фильмах.

## Избранная фильмография
- Butches and Babes,[13]
- Champion,[14]
- Fifty Shades of Dylan Ryan,[15]
- Girls Kissing Girls 7,[16]
- Hard Working Girls,[17]
- Intimate Pursuit,[18]
- Love Shack,[19]
- My Sister Celine,[20]
- Our Little Secret 2,[21]
- Strap It On[22],
- Therapy[23].

## Премии и номинации
| Год  | Церемония           | Результат | Номинация                              | Работа                                          |
| ---- | ------------------- | --------- | -------------------------------------- | ----------------------------------------------- |
| 2009 | Feminist Porn Award | Победа    | Heartthrob of the Year                 | н/д                                             |
| 2010 | AVN Awards          | Номинация | Лучшее сольное исполнение              | Crash Pad Series 3                              |
| 2015 | AVN Awards          | Номинация | Самая возмутительная сексуальная сцена | Barbarella: A Kinky Parody(вместе с Лорелей Ли) |
| 2015 | AVN Awards          | Номинация | Premio fan: Artista más pervertida     | н/д                                             |
| 2016 | XBIZ Award          | Номинация | Лучшая актриса второго плана           | Marriage 2.0                                    |